# Anders Soldén

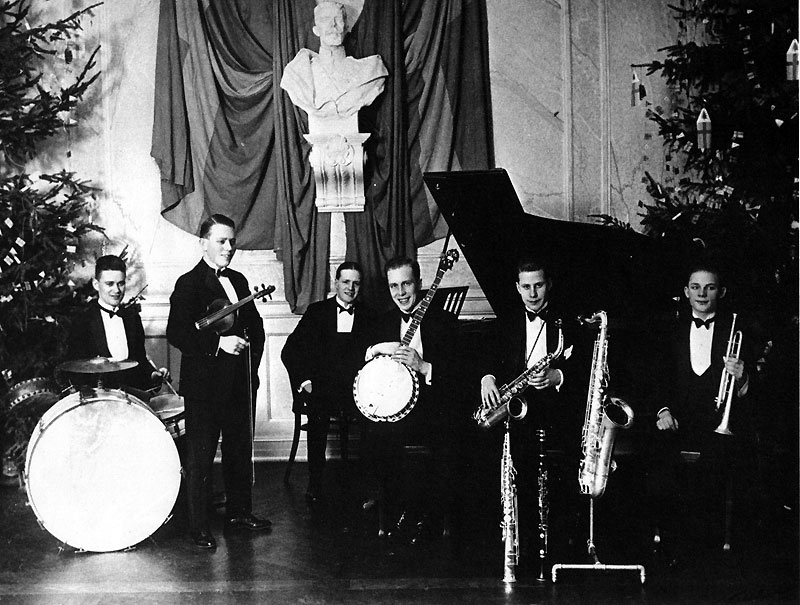
Curtz jazzorkester på Frimurarhotellet i Linköping på nyårsafton 1926. Personer: Anders Soldén, trummor; Folke Andersson, fiol; Nisse Lind, piano; Curt Ljunggren, banjo; Sam Jacobsson, saxofoner; Gösta Redlig, trumpet.

Anders Sigfrid Soldén, född 12 april 1901 i Stockholm, död 3 september 1986 på Sollerön i Dalarna, var en svensk kompositör, radioproducent, sångare och musiker. 

## Biografi
Soldén ingick i Harry Howards orkester på Cecil i mitten av 1920-talet. 1926-1930 spelade han trummor i Curtz jazzorkester, som under Folke Anderssons ledning 1927 blev den nydanande Svenska Paramountorkestern. 
Därefter spelade han trummor och vibrafon i Helge Lindbergs, Håkan von Eichwalds och Thore Ehrlings orkestrar. Han blev även slagverkare i Radiosymfonikerna.

## Filmografi roller
- 1943 – Fångad av en röst - batterist
- 1940 – Hennes melodi - batterist på Bristol
- 1940 – Blyge Anton - ena batteristen i dansorkestern
- 1938 - Musik och teknik - trummor och vibrafon
- 1935 – Skärgårdsflirt - trumslagaren i dansorkestern
- 1933 – Lördagskvällar - batteristen i nattklubbstrion
- 1933 – Kära släkten - violinist på Kragknappen